# Prémio Rainha Sofia
O Prémio Rainha Sofia de Poesia Iberoamericana é um prémio atribuído pelo Património Nacional de Espanha e pela Universidade de Salamanca, no valor de 42.070 euros. 
Instituído em 1991, este prémio distinguiu anteriormente poetas tão importantes como  Sophia de Mello Breyner Andresen (Portugal)  em 2003 , José Hierro (Espanha), Mário Benedetti (Uruguai), Nicanor Parra(Chile), Pere Gimferrer (Espanha) e João Cabral de Melo Neto (Brasil) em 1994.

## Galardoados com o Prémio Rainha Sofia de Poesia Iberoamericana
Em baixo temos uma tabela, que nos dá a conhecer quais os galardoados com este ilustre prémio.
| Año  | Autor                        | Nacionalidade          |
| ---- | ---------------------------- | ---------------------- |
| 1992 | Gonzalo Rojas                | Chile                  |
| 1993 | Claudio Rodríguez            | Espanha                |
| 1994 | João Cabral de Melo Neto     | Brasil                 |
| 1995 | José Hierro                  | Espanha                |
| 1996 | Ángel González               | Espanha                |
| 1997 | Álvaro Mutis                 | Colômbia               |
| 1998 | José Ángel Valente           | Espanha                |
| 1999 | Mario Benedetti              | Uruguai                |
| 2000 | Pere Gimferrer               | Espanha                |
| 2001 | Nicanor Parra                | Chile                  |
| 2002 | José Antonio Muñoz Rojas     | Espanha                |
| 2003 | Sophia de Mello Breyner      | Portugal               |
| 2004 | José Manuel Caballero Bonald | Espanha                |
| 2005 | Juan Gelman                  | Argentina              |
| 2006 | Antonio Gamoneda             | Espanha                |
| 2007 | Blanca Varela                | Peru                   |
| 2008 | Pablo García Baena           | Espanha                |
| 2009 | José Emilio Pacheco          | México                 |
| 2010 | Francisco Brines             | Espanha                |
| 2011 | Fina García Marruz           | Cuba                   |
| 2012 | Ernesto Cardenal             | Nicarágua              |
| 2013 | Nuno Júdice                  | Portugal               |
| 2014 | María Victoria Atencia       | Espanha                |
| 2015 | Ida Vitale                   | Uruguai                |
| 2016 | Antonio Colinas              | Espanha                |
| 2017 | Claribel Alegría             | Nicarágua/ El Salvador |
| 2018 | Rafael Cadenas               | Uruguai                |
| 2019 | Joan Margarit                | Espanha                |
| 2020 | Raúl Zurita                  | Chile                  |
| 2021 | Ana Luísa Amaral             | Portugal               |